# Anabantoidei
Sous-ordre
Les Anabantoidei sont un sous-ordre de poissons téléostéens de l'ordre des Perciformes. Ces poissons possèdent un organe caractéristique, l'organe labyrinthique, qui les aide à respirer à la surface en cas de manque d'oxygène dissous dans l'eau.

## Liste des familles
Selon World Register of Marine Species (10 juin 2019) :
- famille Anabantidae Bonaparte, 1831
- famille Helostomatidae Gill, 1872
- famille Osphronemidae van der Hoeven, 1832